# Leeum
Leeum, galerie Samsungu (anglicky Leeum, Samsung Museum of Art) je umělecké muzeum v Soulu v Jižní Koreji, provozované Kulturní nadací firmy Samsung. Skládá se ze tří budov: Muzeum 1, v němž se nachází tradiční korejské umění, navrhl švýcarský architekt Mario Botta. Muzeum 2, vystavující současné umění západní a především korejské provenience, francouzský architekt Jean Nouvel. Třetí budovu, Samsung Child Education & Culture Center, tedy Dětské vzdělávací a kulturní centrum Samsungu, navrhl nizozemský architekt Rem Koolhaas.
V Muzeu 1, který navrhl Mario Botta, se nachází sbírka tradičního korejského umění, v níž je mimo jiné 36 kusů označených za národní památky. Ve sbírce jsou zahrnuty krajinomalby a lidové obrazy, tradiční keramika a porcelán, například stylů Celadon a Buncheong, což je modrozelená tradiční korejská kamenina. Jsou zde i zbraně a šperky počínaje 14. stoletím i buddhistické umění, sochy, obrazy a rukopisy.
Budovu tvoří dvě velké hmoty, převrácený kužel a jednoduchý šestihran. Fasáda je obložená terakotou, takže mění barvy a vrhá různé stíny s měnící se intenzitou a úhlem dopadajícího slunečního světla. Tvary a materiály vytvářejí moderní interpretaci historie Soulu jako zděného města a odkazují na tradiční keramické umění vystavené uvnitř.
Muzeum 2, navržené Jeanem Nouvelem, prezentuje moderní a současné umění korejských i zahraničních umělců. Zastoupeni jsou například Damien Hirst, Warhol, Rothko, Yves Klein a Donald Judd. Na úrovni suterénu muzea je zahloubená zahrada vymezená gabiony. Gabionové klece jsou vyplněny kamením vytěženým během stavby.